# Исламское государство Азавад
Исламское государство Азавад (или Азавад; тамашек ⴰⵣⴰⵓⴷ, араб. أزواد‎, Azawād) — ныне не существующее исламское государство на северо-востоке Мали в области Азавад. Существовало с 15 июля 2012 года до 29 января 2013 года и прекратило своё существование в связи с полной зачисткой территории Азавада от боевиков.
Исламское государство было создано радикальными исламистами, находившимися в конфликтных отношениях с туарегами из Национального движения за освобождение Азавада. После победы над исламским государством Азавад, власть в регионе вернулась к туарегам, лидеры которых взяли курс на ограниченную автономию от Мали без полного провозглашения независимости. 

## История
16 июля 2012, когда «Ансар ад-Дин» выбил туарегов из последнего оплота на севере Мали — небольшого города Ансого, руководство повстанцев-туарегов НДОА заявило о прекращении борьбы за независимость Азавада от Мали. Исламисты провозгласили своё — Исламское государство Азавад.
2 сентября 2012 года исламисты из группировки «Движение за единство и джихад в Западной Африке» (ДЕДЗА) захватили контроль над городом Дуентца, расположенным в центральной части Мали.
В двадцатых числах сентября 2012 года правительство Мали распространило обращение с призывом направить в Азавад международный военный контингент для борьбы с джихадистскими группировками «Ансар ад-дин», «Движения за единство и джихад в Западной Африке» и «Аль-Каиды в странах исламского Магриба». Экономическое сообщество стран Западной Африки (ЭКОВАС) начало подготовку к военной операции в Мали и заявило о готовности направить в регион 3300 военнослужащих из стран Африканского союза. Официальный Париж согласился осуществлять инструктаж военных и общее руководство

### Битва за Кону и французская интервенция
В середине января 2013 года боевики радикальных исламистских группировок начали наступление на юг страны. 10 января они захватили населённый пункт Кона. Однако уже 11 января поступила информация о том, что правительственные войска отбили атаку исламистов и заняли Кону, чему в немалой степени способствовала активная вооруженная поддержка Франции. Однако позже эти сведения не подтвердились. В боях за Кону погиб французский пилот вертолета «Газель», потери боевиков достигли ста человек.
13 января французские силы проводили бомбардировки в различных областях страны. Удары были сосредоточены по городам Лере, Дуэнца, Нампала, Гао. Были сообщения о том, что исламисты покинули многие города на севере страны после авиаударов. Сами сепаратисты назвали своё отступление тактической перегруппировкой. Несмотря на французскую интервенцию, туарегские повстанцы 14 января продолжили наступление, захватив Диабали, в 400 километрах от столицы Бамако. Министр обороны Французской республики Жан-Ив Ле Дриан заявил, что, хотя на восточном участке фронта удалось потеснить исламистов, на западе им противостоят хорошо вооружённые и обученные отряды.
15 января 30 — 50 (по разным данным) бронемашин французской армии выехали из столицы страны к линии фронта. 16 января франко-малийские силы вступили в бой с исламистами за город Диабали.
16 января малийские повстанцы предприняли рейд в Алжир с требованием остановить французскую интервенцию. Они называли власти Алжира предателями, так как те поддержали операцию «Сервал», проводимую Пятой республикой. Исламисты взяли в заложники более 600 человек, в том числе иностранцев, и удерживали их на газовой станции в Ин-Аменас.
17 января в Мали прибыл первый вооружённый отряд из стран Западной Африки: 40 военных из Того высадились в Бамако. Ожидалось, что за ними последуют солдаты из других стран ЭКОВАС. Контингент стран Западной Африки в Мали должен был составить 3300 человек.
18 января малийские военные объявили о восстановлении контроля за городом Кона. Представитель вооружённых сил Мали рассказал, что после почти 48 часового боя исламистам был нанесён большой ущерб и их удалось выбить из города. В тот же день франко-малийские войска установили контроль над городом Диабали, который 4 дня удерживали вооруженные отряды повстанцев.

### Падение Исламского государства
21 января министр Жан-Ив Ле Дриан объявил, что французские войска, не встретив сопротивления, вошли в Диабали. Также сообщалось об установлении контроля за городом Дуэнца.
24 — 25 января французская авиация наносила удары по позициям исламистов в городе Ансонго, расположенном недалеко от границы с Нигером. Сообщалось об уничтожении нескольких баз сепаратистов.
24 января от радикальной мусульманской группировки «Ансар-ад-Дин» отделилось «Исламское движение Азавада». Сторонники этого движения утверждают, что не приемлют любые формы экстремизма и готовы бороться с террористами, поддержав силы международной коалиции.
25 января франко-малийские войска выбили исламистов из поселения Хомбори и продолжили наступление на город Гао на северо-востоке страны, который считался главным оплотом «Движения за единство и джихад в Западной Африке». 26 января французы захватили аэропорт, расположенный в 6 километрах от Гао. Затем французы и малийцы начали бой за город. Часть повстанцев покинула город, однако некоторые оказали вооружённое сопротивление. В этот же день наступавшим удалось очистить Гао от исламистов.
27 января французская авиация нанесла удары по лагерю боевиков в городе Кидаль. Бомбардировки затронули также дом главы «Ансар-ад-Дин» Ияда Аг Гали. Основные силы международной коалиции двинулись в сторону Томбукту. Позже стало известно, что они вошли в город. Исламисты оставили Тимбукту до прихода международных сил, но перед отступлением они подожгли Институт Ахмеда Бабы, в котором хранились 20 тысяч рукописей 14 — 16 веков. Судьба манускриптов оставалась неизвестной, пока не появились сообщения о том, что большая часть документов была вынесена из здания ещё до захвата города в апреле 2012 года.
28 января радикальные исламисты ушли из Кидаля. Власть в городе взяли представители светского «Национального движения за освобождение Азавада» и отделившегося от «Ансар ад-Дин» «Исламского движения Азавада». Эти группировки выступали за диалог с международной коалицией. В ночь на 30 января 2013 года французский контингент высадился в аэропорту Кидаля. Перед вступлением в город французы провели переговоры с движениями, контролирующими его. Таким образом, этот последний крупный город на севере Мали был, как и Тимбукту, взят без единого выстрела.
2 февраля с однодневным визитом в Мали прибыл президент Франции Франсуа Олланд. Сначала он посетил город Севарэ, где прошла встреча с президентом Мали Дионкудой Траоре. Затем Олланд направился в Тимбукту. В ходе визита глава Французской республики призвал африканские страны к активным действиям в целях обеспечения безопасности и усмирения исламистов в Мали, а малийские власти к переговорам с отвергающими радикализм группировками.
3 февраля ВВС Франции подвергли бомбардировке местность рядом с населённым пунктом Тессалит, расположенным в 70 км от границы с Алжиром, на плоскогорье Адрар-Ифорас. Целью ударов стали тренировочные пункты и склады скрывающихся на севере Мали боевиков.
8 февраля французские наземные войска и авиация при поддержке подразделений ВС Чада заняли Тессалит.